# Novomessor
Novomessor (лат.) — род муравьёв из подсемейства Myrmicinae (Formicidae). 

## Распространение
Неарктика: Мексика и США.

## Описание
Длина рабочих муравьёв около 8 мм. Основная окраска рыжеватая и красновато-коричневая, до буровато-чёрной. Усики 12-члениковые, на конце с булавой из 4 члеников. Лобная площадка бороздчатая. Морфологически сходен с Aphaenogaster, но Novomessor отличается от него: 1) промезонотальным швом (он слабее, чем у Aphaenogaster); 2) строением постпетиоля (он не сужен у брюшка), что даже сближает их скорее с родом Veromessor, чем с Aphaenogaster; 3) у Novomessor более длинные проподеальные шипы заднегрудки; 4) у Novomessor бороздчатая лобная площадка и в целом более крупные размеры. Есть и другие отличия таксонов (генетические, этологические и экологические).

## Систематика
3 вида видов. Род был впервые описан в 1915 году итальянским мирмекологом Карлом Эмери на основании типового вида Aphaenogaster (Ischnomyrmex) cockerelli. Род долгое время относился к трибе Pheidolini. С 1974 года время считался синонимом рода Aphaenogaster. Первую попытку восстановить статус предприняла группа энтомологов, включавшая Б. Холлдоблера, Р. Стэнтона и М. Энджела, которая обнаружила в 1976 году, что N. albisetosus и N. cockerelli имеют экзокринную систему желёз брюшка, которая отсутствует у исследованных представителей рода Aphaenogaster. 
Однако, уже в 1982 году его снова свели в синонимы к Aphaenogaster
В 2015 году был восстановлен в статусе отдельного родового таксона и включён в состав трибы Stenammini.
- Novomessor albisetosus (Mayr, 1886) (Мексика, США)
  - = Aphaenogaster albisetosa Mayr, 1886
  - = Novomessor cockerelli minor Enzmann, 1947
- Novomessor cockerelli (André, 1893) (Мексика, США)
  - = Aphaenogaster sonorae Pergande, 1893
- Novomessor ensifer (Forel, 1899) (Мексика)
  - = Novomessor manni Wheeler, W.M. & Creighton, 1934